# Туалет

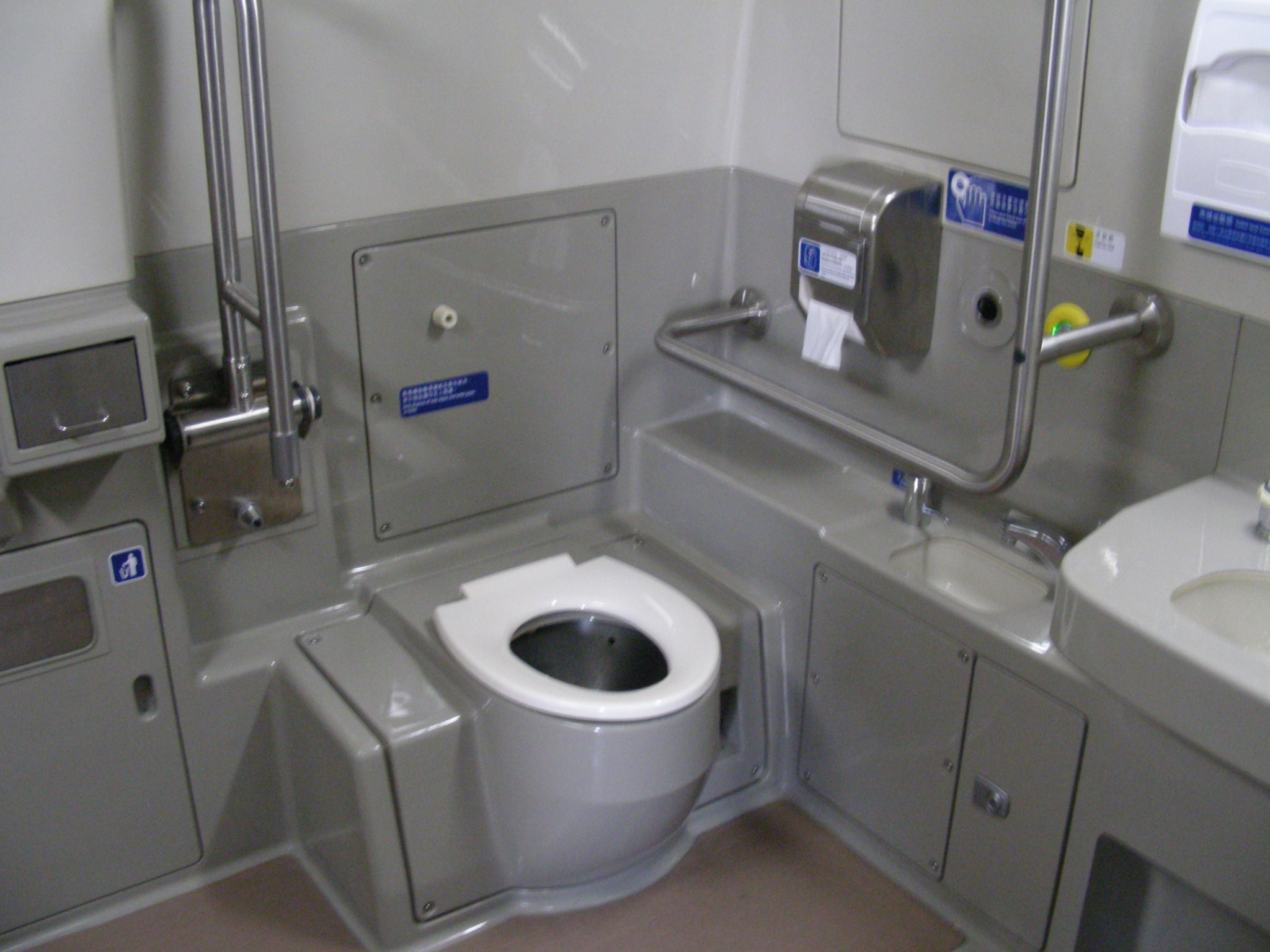

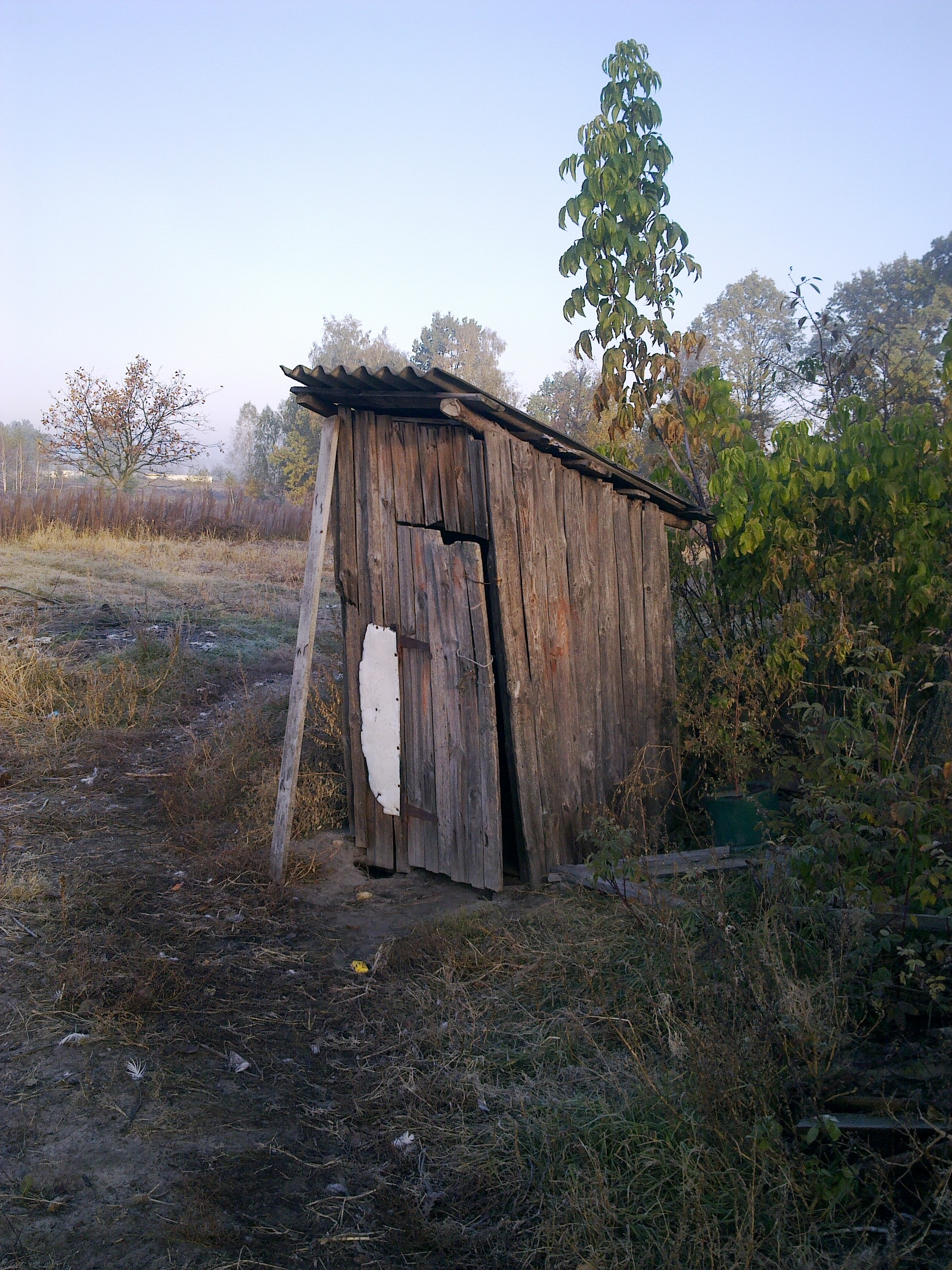
Вигрібний туалет у сільській садибі в Бобровицькому районі Чернігівської області.

Туале́т (від фр. toilette), також вбира́льня, вихо́док, відхо́жий — приміщення для справляння природних потреб сечовипускання і дефекації. У туалеті може бути розташований унітаз, біде та інші санітарно-технічні пристосування. Сучасні туалети під'єднані до каналізації. Існують також переносні туалетні кабіни і біотуалети.
Грома́дський туале́т — туалет у громадських місцях: вулицях, вокзалах, ринках, супермаркетах, стадіонах, театрах, кіно, ресторанах тощо. Зазвичай громадський туалет розподілений на жіночу та чоловічу частини, в останній встановлюються пісуари.

## Інші назви туалету
Часто вживаються інші назви туалету: вбиральня, нужник, требник, сортир, гальюн, ватерклозет, клозет, відхоже місце, лазничка, лятрина, латріна, виходок. У просторіччі вживаються назви сральня, тубзик, бундесрат, ватер, очко, параша, хезальник, межо, емжо, товчок, джексон, дабл, сральник, дристалище тощо. Міжнародна назва — WC (англ. Water closet, означає Маленьке закрите приміщення з водопроводом).

## Типи громадських туалетів

Громадський туалет в Африці, Кенія.
На дальньому плані Велика Рифтова долина

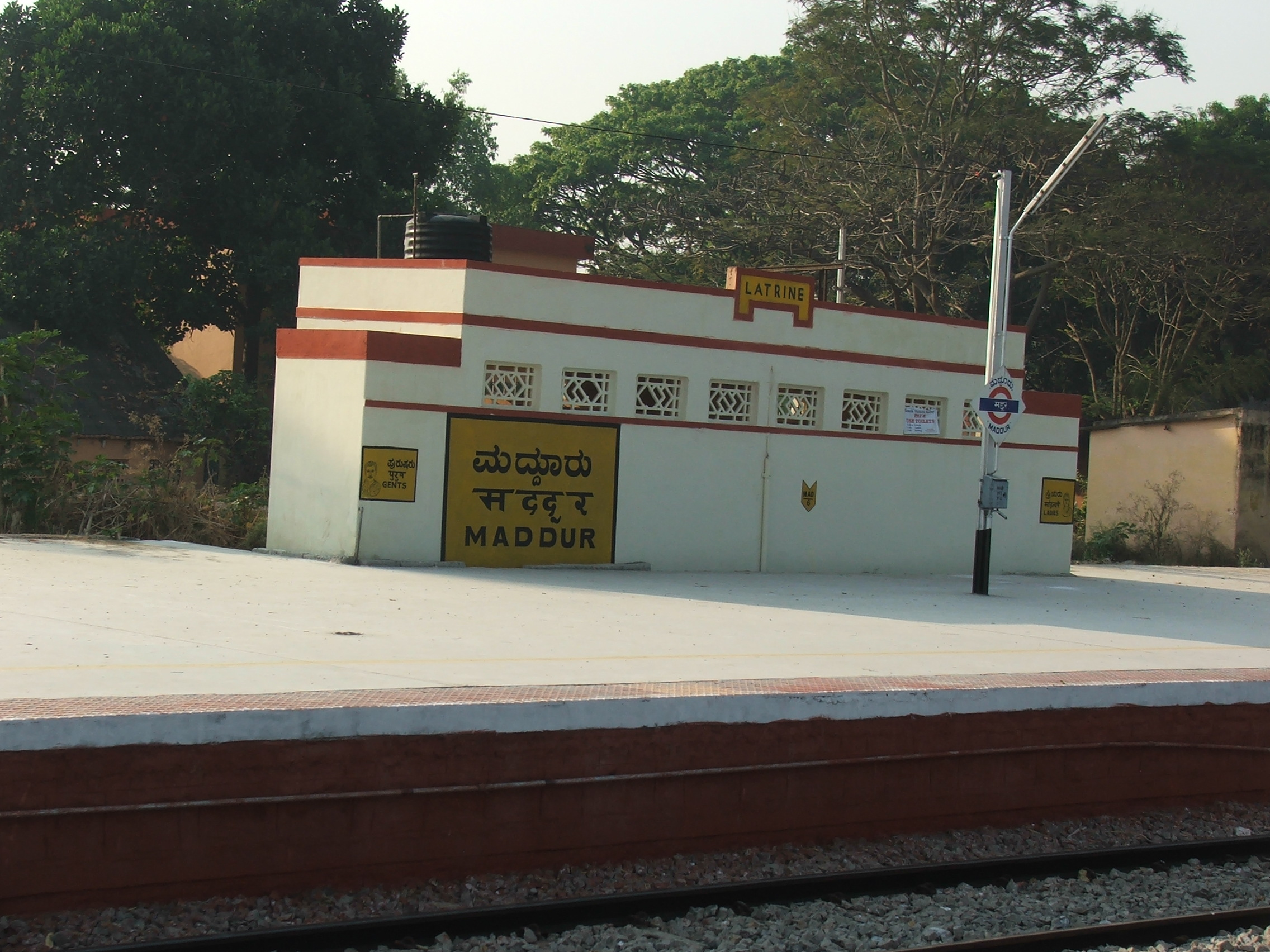
Громадський туалет-лятрина на залізничній станції в містечку Маддур в південній Індії

### Термін служби
Залежно від терміну служби всі туалети можна умовно розділити на:
- стаціонарні
- напівстаціонарні
- тимчасові (мобільні).

#### Стаціонарні туалети
Стаціонарні туалети — туалетні кабінки, що розташовуються в спеціально обладнаному приміщенні (або окремій будівлі), оснащені, крім унітазів, пісуарами (чоловіче відділення), централізованим опаленням, енерго і водопостачанням.

##### За місцем розташування
За місцем розташування стаціонарні громадські туалети діляться на такі різновиди:
- Стаціонарні вбудовані туалети — ізольовані туалетні приміщення, розташовані всередині будівлі (вокзалу, офісу, школи і т. д.).
- Стаціонарні підземні туалети — туалети, розташовані під землею.
- Стаціонарні окремо розташовані туалети — наземні туалети, розташовані в спеціально обладнаному приміщенні.

##### За кількістю відвідувачів
- Стаціонарні туалети для масового відвідування — розташовуються в місцях «загального доступу» і розраховані на відвідування всіма категоріями громадян (наприклад, туалети на залізничних станціях).
- Стаціонарні туалети для обмеженого контингенту — розташовуються на підприємствах і призначаються для відвідування співробітниками підприємств та клієнтами.
- Спецтуалети — туалети, призначені для громадян з утрудненим руховими здібностями; можуть бути як стаціонарними, так і мобільними.

#### Напівстаціонарні туалети
Напівстаціонарні туалети — туалетні кабінки з можливістю підключення до центральної каналізаційної системі або з накопичувальними баками ізольованого типу, що встановлюються в таких місцях, де будівництво стаціонарного туалету неможливо або нерентабельно. Як правило, напівстаціонарні туалети встановлюють у парках, переходах метро, на водному і повітряному транспорті.

##### За типом підключення
За типом підключення полустаціонарние туалети поділяють:
- туалети з повним підключенням
- туалети з частковим підключенням.

##### За видом конструкції
Залежно від виду конструкції існують напівстаціонарні туалети таких типів:
- павільйонний — туалетні комплекси (від двох і більше унітазів) з можливістю підключення до центральної каналізаційної системи або з ізольованими фекальними накопичувачами. Залежно від конструкції туалети павільйонного типу можуть бути обладнані душовою кабіною, біде, операторським місцем, кабінами для інвалідів, матерів з дітьми;
- модульний — модульні туалетні комплекси, розраховані на кілька унітазів. Можуть бути обладнані операторським місцем, підключаються до центральної каналізаційної системи або мають касетні фекальні накопичувачі.

### Тимчасові (мобільні) туалети
Тимчасові (мобільні) туалети — пересувні туалети короткострокової або довгострокової експлуатації. Залежно від кількості місць розрізняють одномісні мобільні туалети (пластикові кабінки, обладнані фекальними накопичувачами) і багатомісні. У свою чергу багатомісні мобільні туалети підрозділяються за терміном експлуатації на:
- довгострокової експлуатації (на основі туалетів модульного типу або на базі автофургонів);
- короткострокової експлуатації (модульні пластикові кабінки з ємностями накопичувального або касетного типу).

### За способом очищення

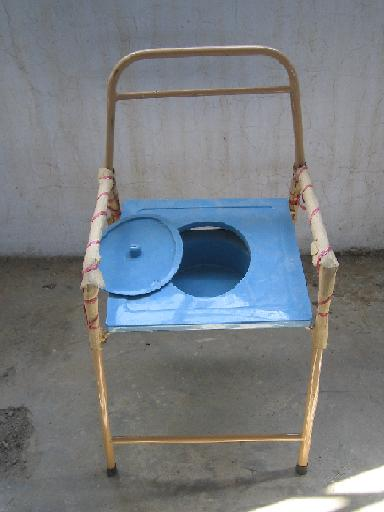
Стілець-туалет в Пакистані

За способом очищення існують такі типи громадських туалетів:
- Ватерклозет — стаціонарний туалет, для очищення якого використовується вода.
- Сухі туалети (пудр-клозети) — туалети дачного типу, відходи в яких кожен раз посипаються землею або торфом.

За принципом функціонування пудр-клозетів створені сучасні біотуалети (туалети, в яких відходи під впливом біологічних речовин розщеплюються до безпечного для людини стану). В основі функціонування як пудр-клозетів, так і біотуалетів знаходиться принцип компостування.
- Стілець-туалет в ПакистаніВигрібні туалети — стаціонарні вуличні туалетні будівлі традиційного сільського типу, розташовані, як правило, безпосередньо над вигрібною ямою.
- Хімічні туалети — туалети, в яких для утилізації відходів використовуються хімічні речовини.
- Сепараційні туалети — мобільні туалети, що передбачають роздільний збір фекалій і урини.

У селах, після заповнення вигрібної ями над туалетом, фекалії розкидають по городу як органічне добриво. Яму можуть засипати, а туалет облаштувати на новому місці. В піщаному ґрунті стінки вигрібної ями потребують укріплення, наприклад плитами шиферу.

## Туалет як кімната
Раніше поняття «туалетна кімната» трактувалося як приміщення для здійснення туалету, тобто для приведення в порядок свого зовнішнього вигляду. Туалетні кімнати були обов'язковим атрибутом будинків заможного класу. Як правило, жіночі туалетні кімнати виконували роль своєрідного будуара, де дама вмивалася, вбиралася, розчісувала довге волосся, приколювала до одягу коштовності та ін. Туалетна кімната в жодному разі не асоціювалася з місцем, де знаходиться сантехніка, призначена для відправлення природних потреб. З тих часів туалетна кімната зазнала серйозних змін.
Сьогодні туалет став частиною універсального санвузлу (який об'єднує зазвичай ванну, раковину і унітаз), хоча й досі продовжує служити приміщенням, де можна привести себе в порядок. Вибір роздільний або сполучений санвузол є суто індивідуальним — жодних порад і рекомендацій з цього приводу не існує. У кожного свій смак: і зараз приватні будинки в рівній мірі оснащуються або приміщеннями з сусідніми ванною та унітазом, або окремими туалетними кімнатами, призначеними для здійснення виключно певного ритуалу, з унітазом і, як правило, з біде. Об'єднані за призначенням приміщення — ванна і туалетна кімнати — служать справі тілесного і духовного очищення.

## Історія туалету

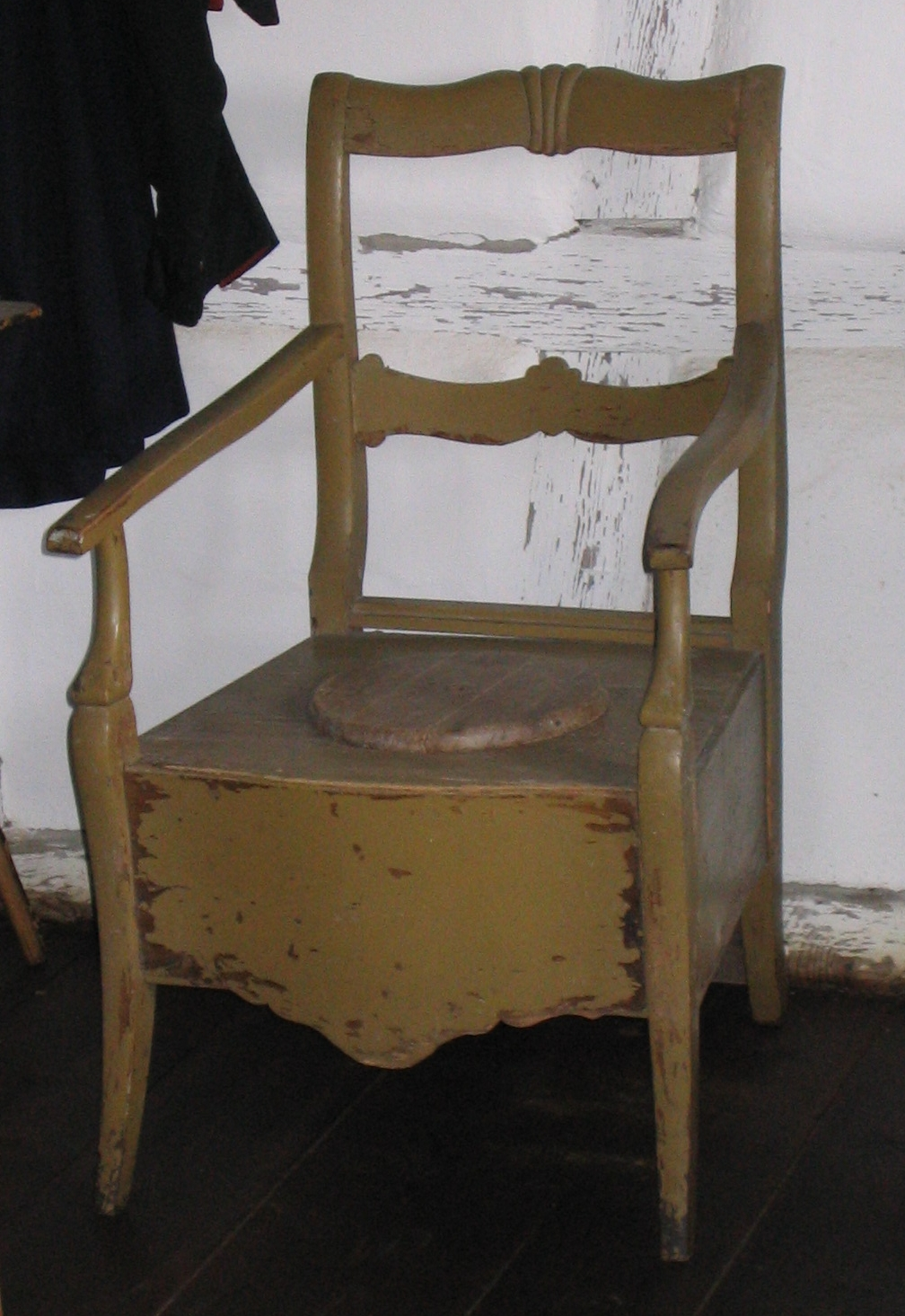
Стілець-туалет

Історія туалету оповита таємницею. Це пов'язано з тим, що цей предмет — делікатний, і його обговорення дуже довгий час вважалося дуже непристойною справою. Саме тому документальних підтверджень наявності або відсутності туалетів у ту чи іншу епоху практично немає.
Щодо того, коли саме з'явився перший туалет, існують різні думки. Дехто стверджує, що перші туалетні будівлі виникли одночасно з першим житлом людини. Інші вважають, що першими вбиральнями були відгороджені камінням майданчики. Треті дотримуються думки, що людина дуже довго справляла свої природні потреби в прилеглій водоймі або в лісі.

Перший туалет
До найдавніших санітарно-гігієнічних споруд можна віднести ванні і туалетні кімнати в Мохенджо-Даро, де чотири тисячоліття тому вже існували комплексні добре організовані системи відводу води і відходів. І саме це було характеристикою санітарного благополуччя міст, запобігало поширенню епідемій, сприяло вдосконаленню житла. Навіть в Біблії і Корані, в юдаїзмі та індуїзмі ці питання знаходили своє відображення.
Туалет сидячого типу був побудований в 2600 році до нашої ери і належав шумерської цариці. Помилуватися на диво доісторичного туалетобудівництва можна й зараз в британському музеї туалету. А на території Шотландії і сьогодні можна побачити залишки туалетів зі стульчаками, що звисають над глиняними стоками.
Вік цих прототипів громадських туалетів — близько 5000 років. Існували туалети сидячого типу й у Стародавньому Єгипті (2100 р.до н. е..), і на острові Крит, і на півострові Індостан. Однак про них ми маємо досить фрагментарні уявлення, чого не скажеш про громадські туалети у стародавньому Римі, яких налічувалося кілька десятків.
У громадський туалет стародавні римляни ходили не лише за потребою — він був центром філософських бесід, тут укладалися угоди і призначалися зустрічі. За найіменитішими громадянами Риму і постійними відвідувачами туалетів були закріплені свої стільчики, які зігрівали спеціальні раби.
Сидіння в римському суспільному туалеті розташовувалися по периметру приміщення, а фекалії надходили до спеціально підведених каналів, якими постійно текла вода. До речі, римська каналізаційна система могла похвалитися грамотним інженерним рішенням і вважалася однією з найдосконаліших. Однак, утилізація нечистот велася досить примітивним способом: вода забирала їх у найближчу річку.
Потрібно зауважити, що відвідування римських туалетів було справою аж ніяк не дешевою і доступною лише найзабезпеченішим верствам суспільства. Бідніші люди користувалися встановленими на вулицях Риму посудинами, які опорожнювали і вичищали спеціальні люди, які отримували за свою роботу великі гроші.
Проте позитивний досвід Римської імперії в справі створення громадських туалетів з невідомої причини був забутий. Середньовічна Європа по частині наявності туалетів була відкинута в доісторичний період.

## Перший ватерклозет
Вбиральня для королеви
Перший ватерклозет був винайдений в 1596 р. Джоном Харрінгтоном і продемонстрований англійській королеві Єлизаветі I. Але вона не оцінила старань придворного поета, і про винахід забули майже на двісті років.
Лише в 1738 р. був створений туалет змивного типу. Приблизно в той же час у Франції вийшов указ, який забороняв будувати будинки без вбиралень, і тоді ж з'явився перший громадський туалет. Він мав два відділення — жіноче і чоловіче, а нечистоти системою каналізацій відпливали прямо до річки. З середини XVIII століття інженерна думка рухалася в напрямку вдосконалення туалетів. Нарешті, в XIX столітті Томас Креппе — слюсар з невеликого британського села — сконструював унітаз сучасного зразка, зігнувши каналізаційну трубу U-подібно, щоб вода в коліні перешкоджала проникненню неприємного запаху в приміщення.

## Забезпеченість туалетами
39 % світового населення, або понад 2,6 млрд осіб, живуть у будинках без туалетів та інших санітарно-технічних зручностей. При цьому з 1990 року число людей, які використовують практику відкритої дефекації, скоротилося на 168 млн осіб. Проте це явище, як і раніше, значно поширене у країнах Південної Азії. У цьому регіоні 44 % населення живуть без туалетів. При цьому сім з десяти осіб, які не забезпечені елементарними санітарними зручностями, — сільські жителі.

## Всесвітній день туалету
Заснований в 2001 році на міжнародній конференції в Сінгапурі. Тоді експерти туалетної справи з 200 країн створили туалетну Світову організацію торгівлі (СОТ), яка і проголосила нове професійне свято. Вперше цю дату світ відзначив 19 листопада 2002 року.

## Галерея

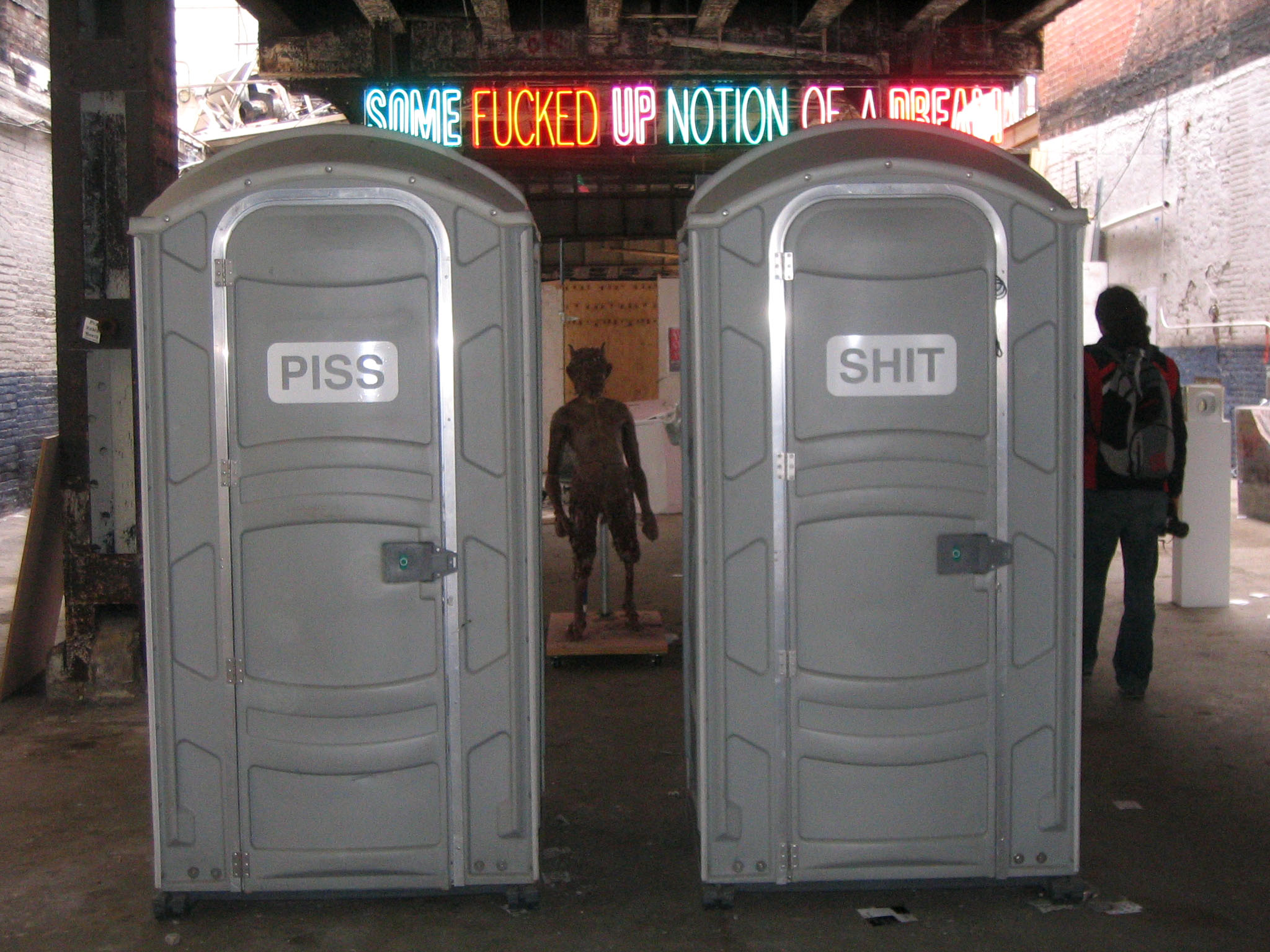
Мобільні туалетні кабінки, сірі
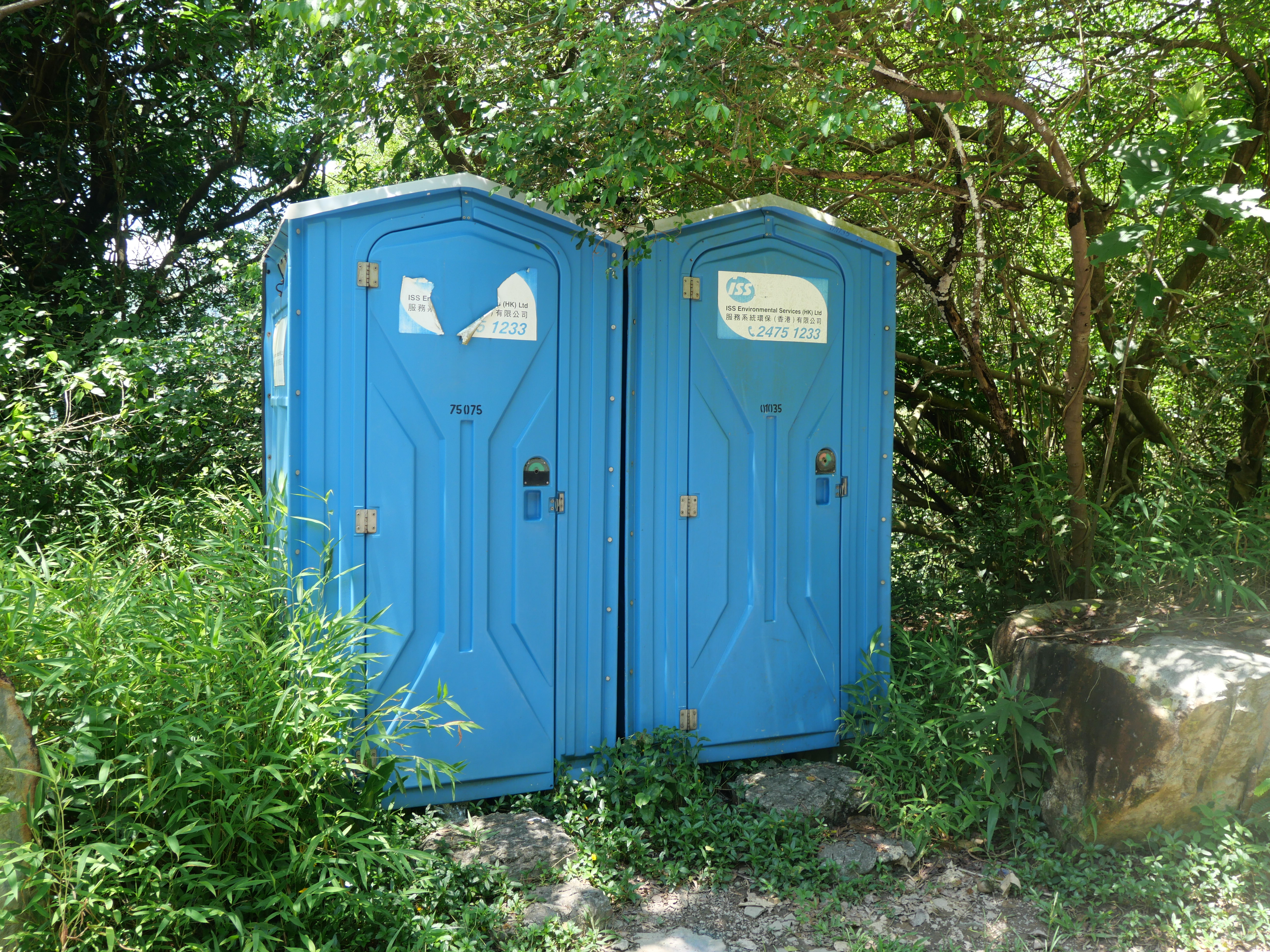
Мобільні туалети при дорозі, світлосинього забарвлення
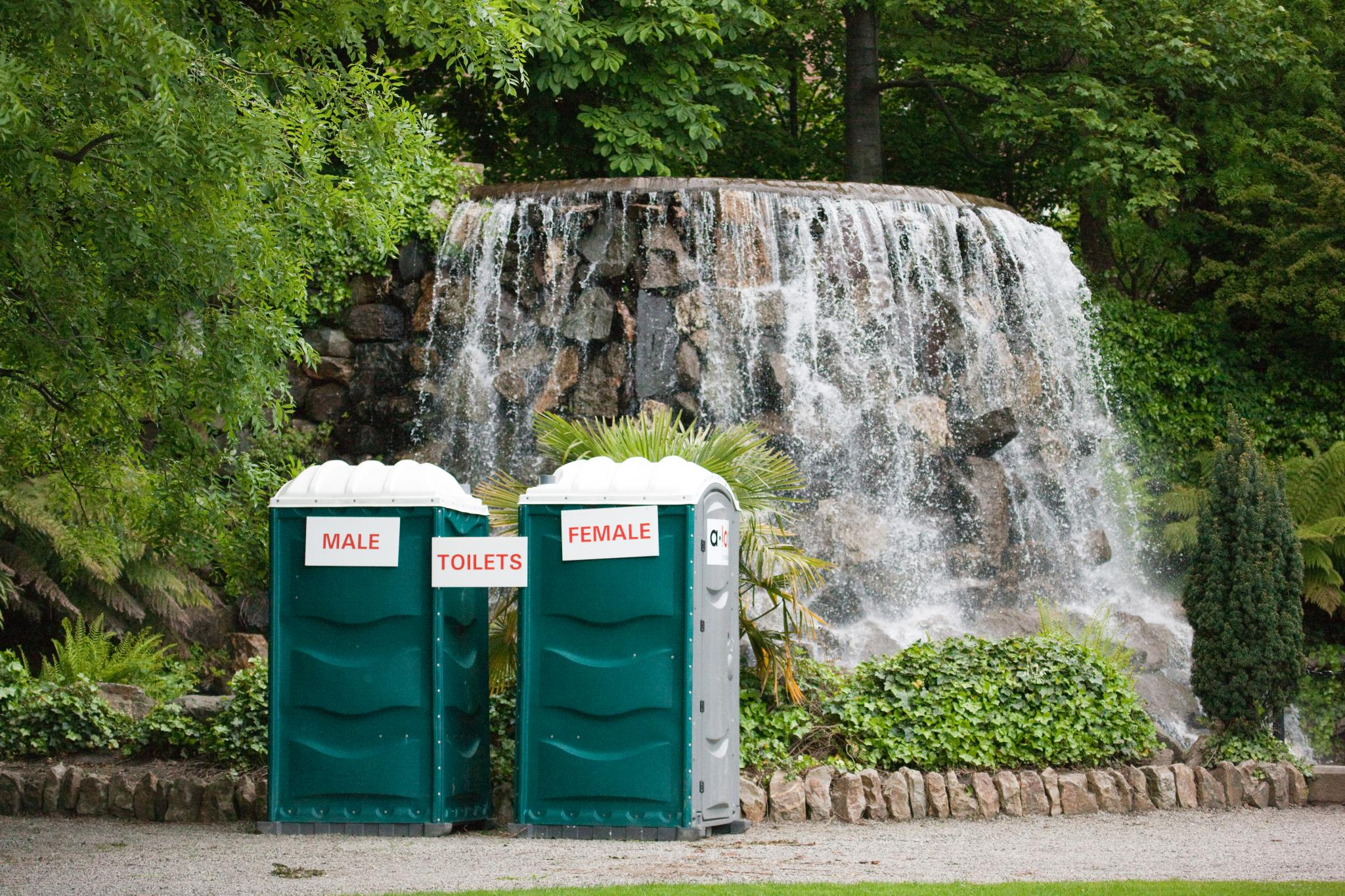
Iveagh Gardens, публічні туалетні кабінки, Дублін
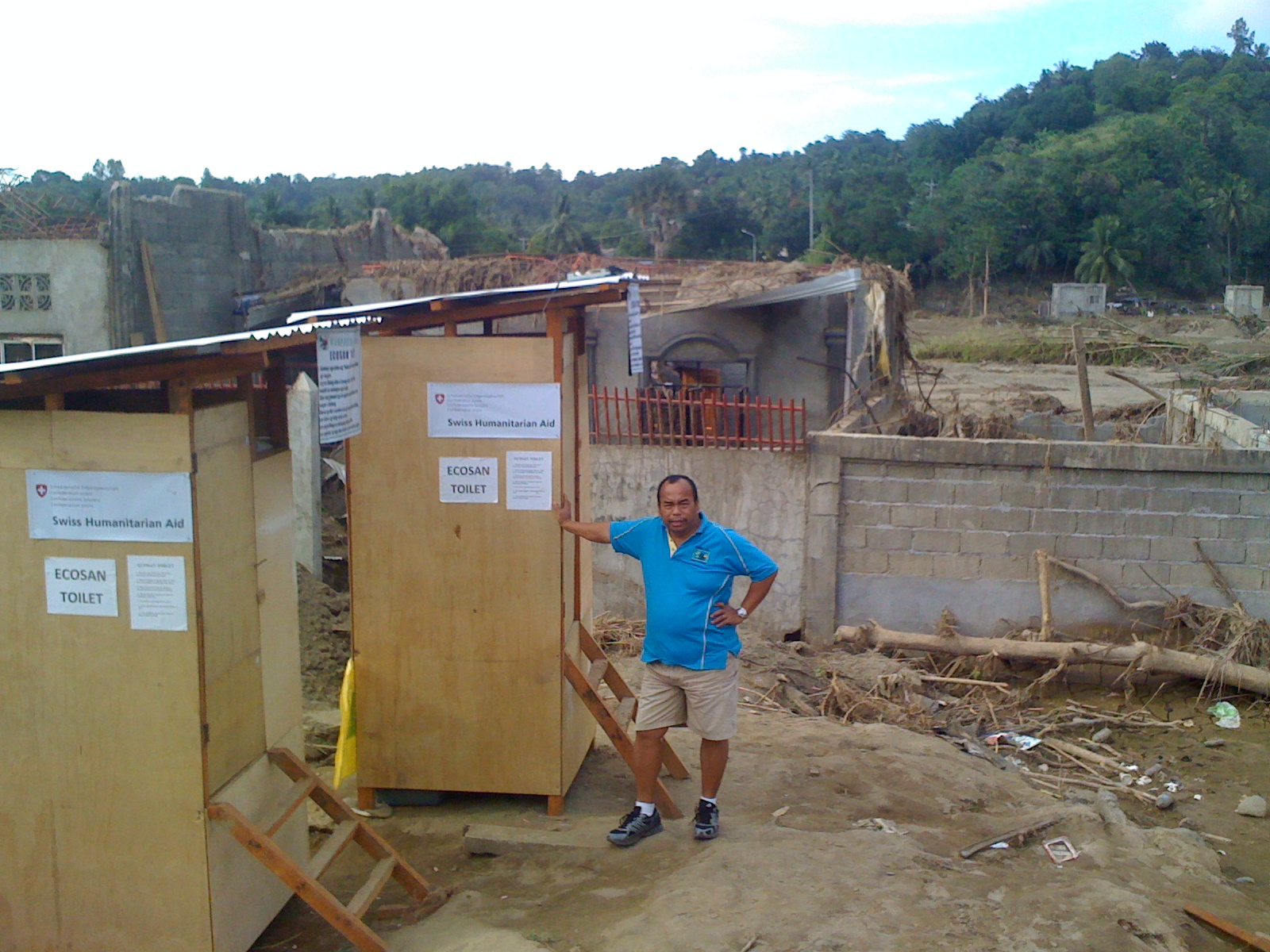
Портативні екосанові туалети
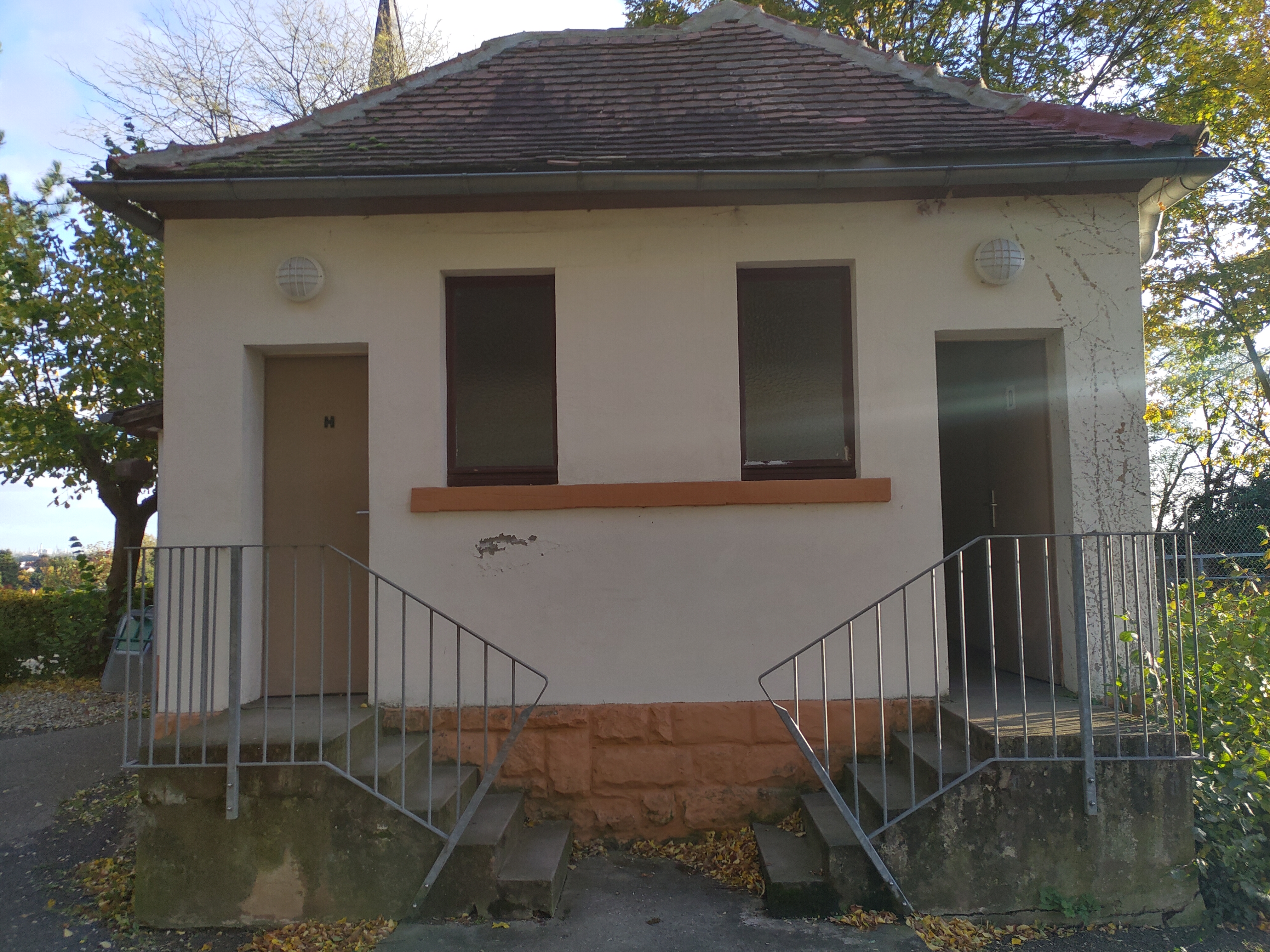
Туалети на кладовищі у Вормс-Хорхгаймі
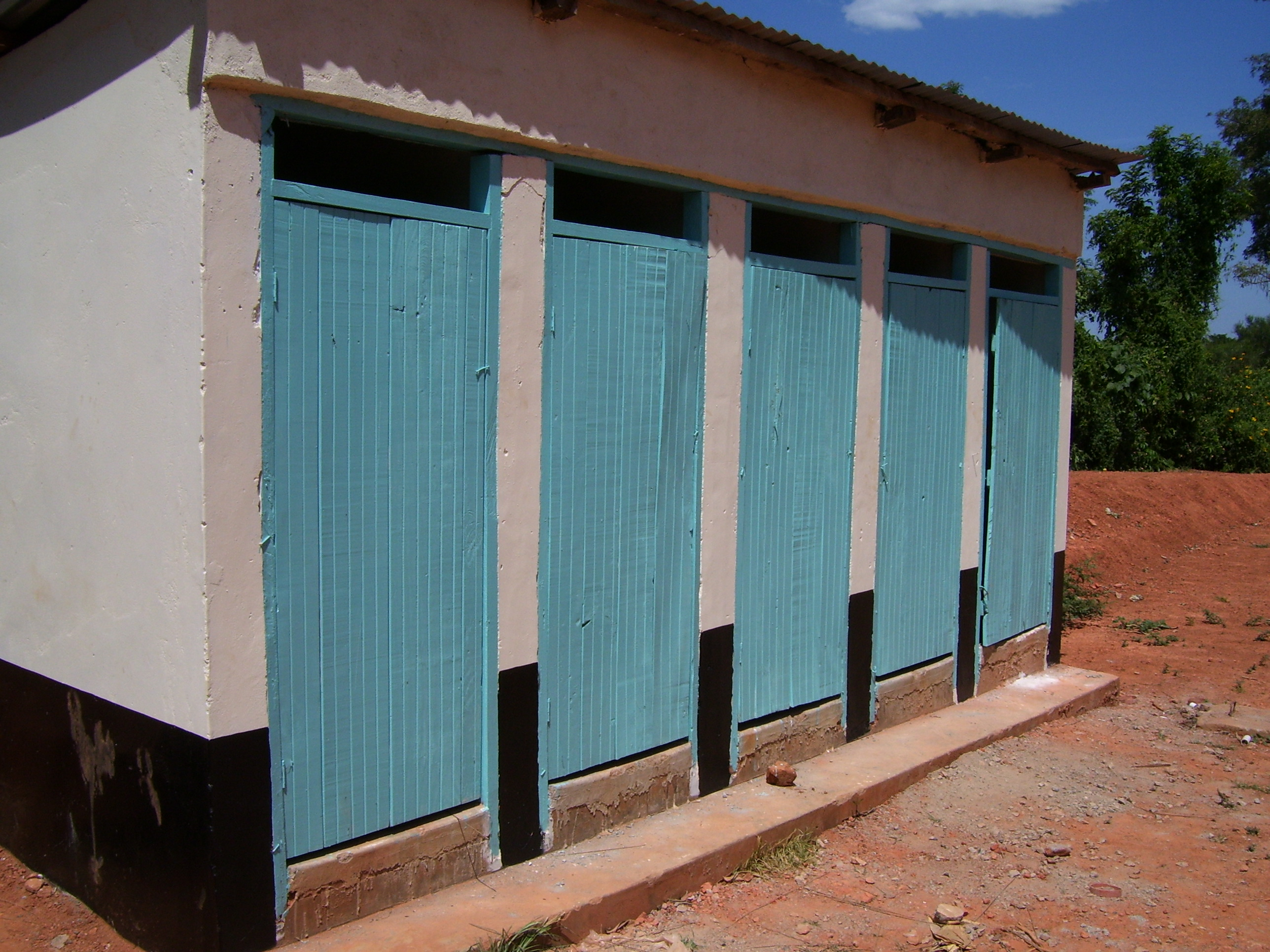
Відремонтовані змивні туалети
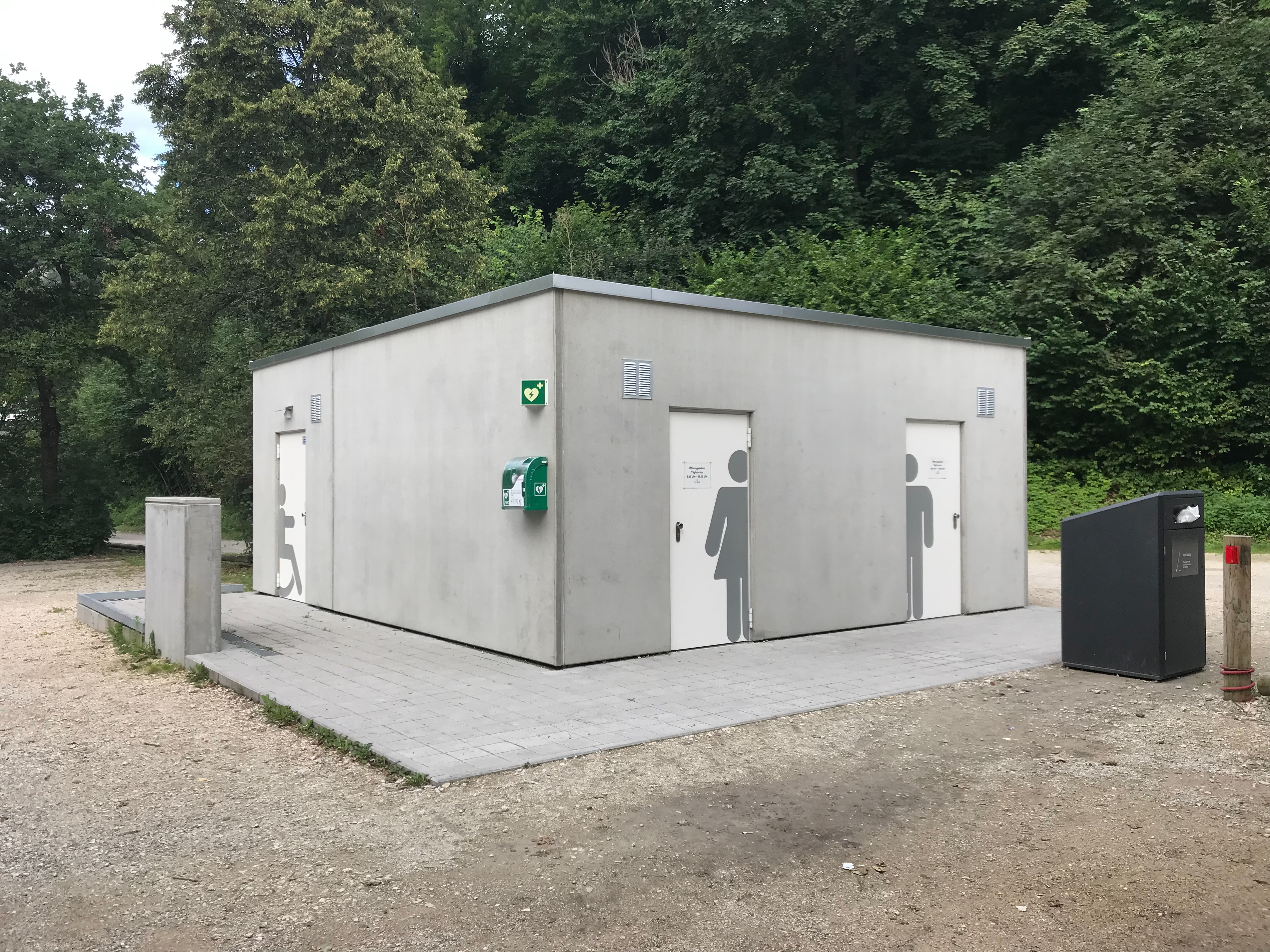
Публічні туалети, Бад-Урах
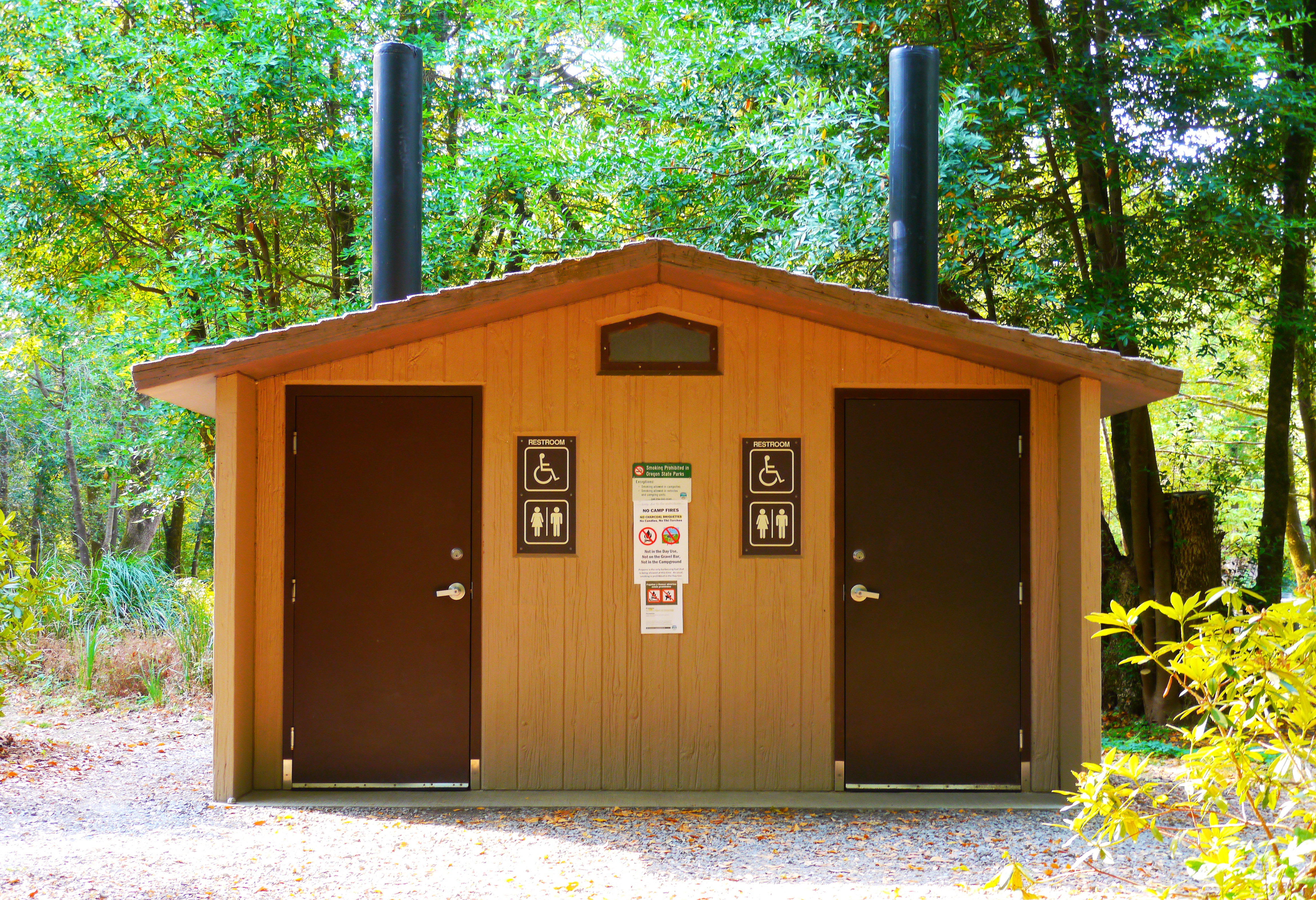
Туалет у поєднанні з відпочинковою кімнатою
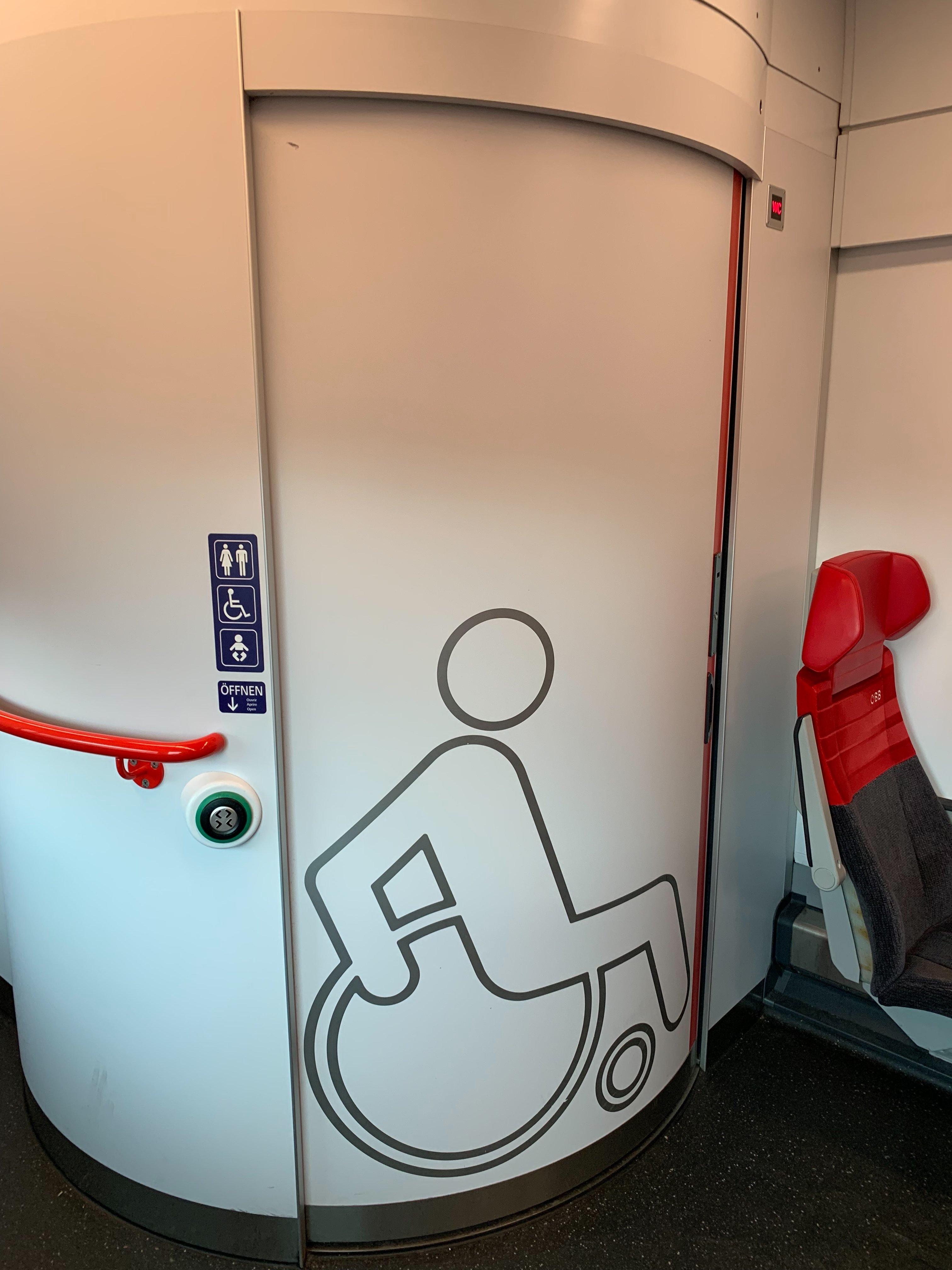
Туалет для людей з обмеженими можливостями
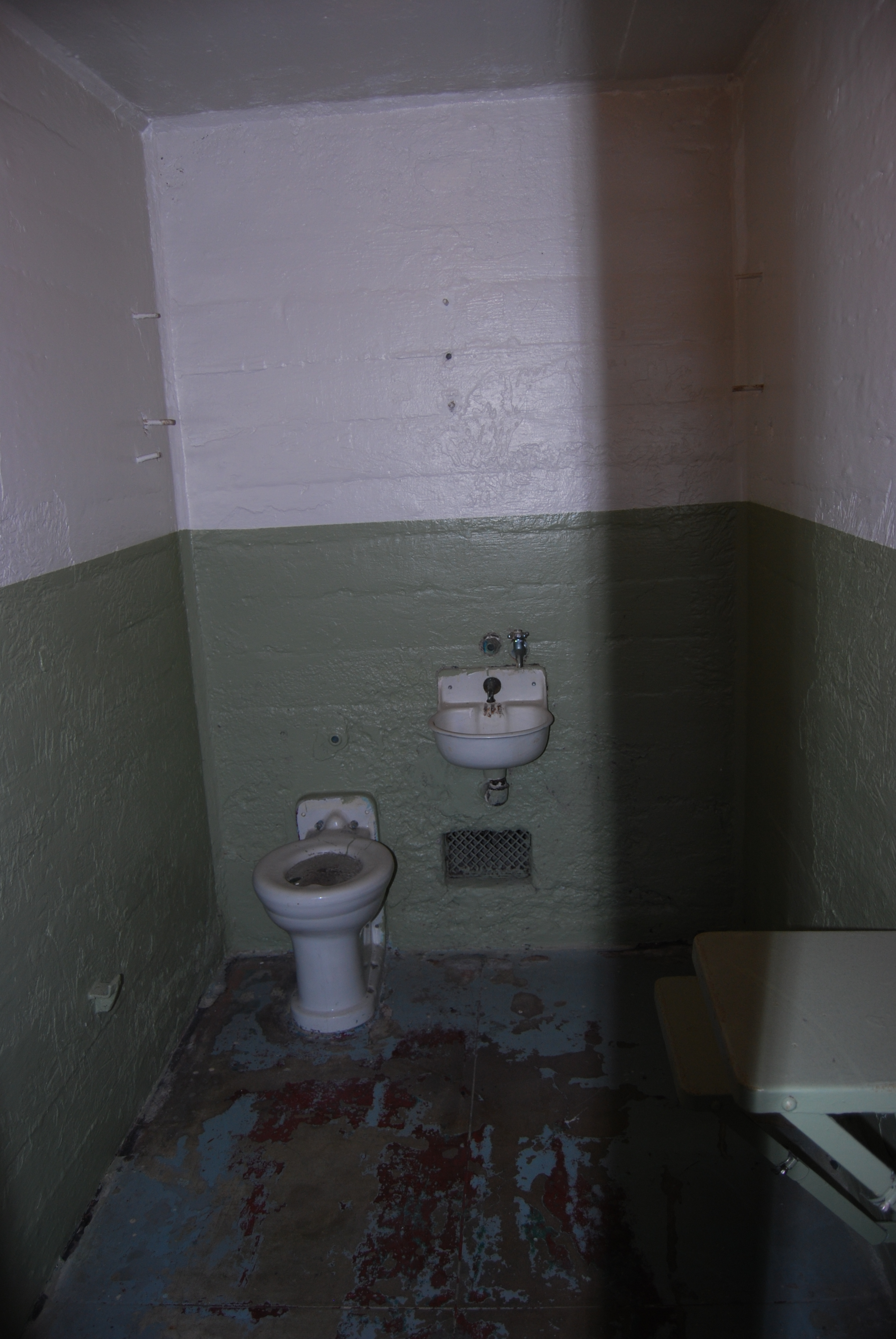
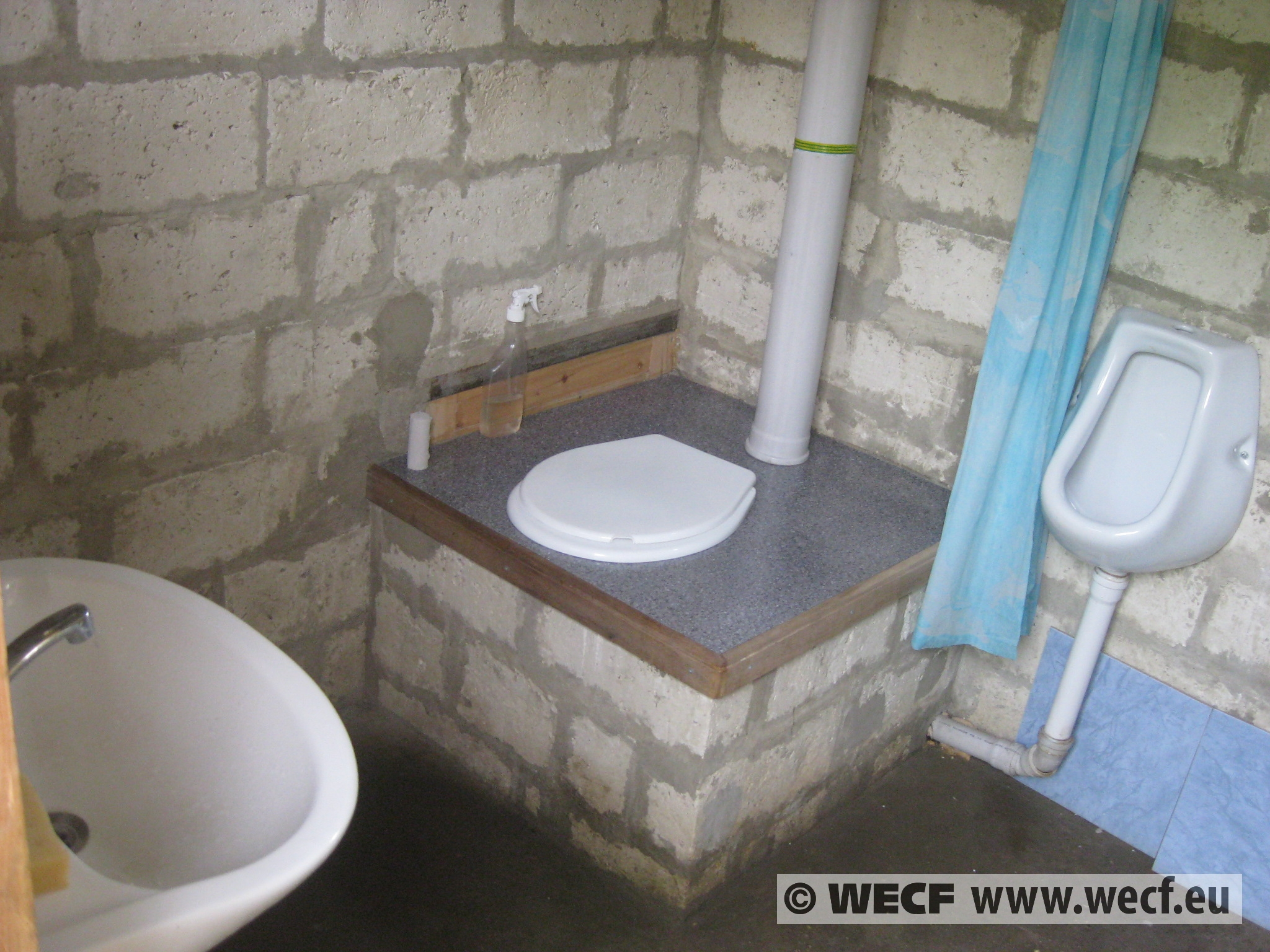
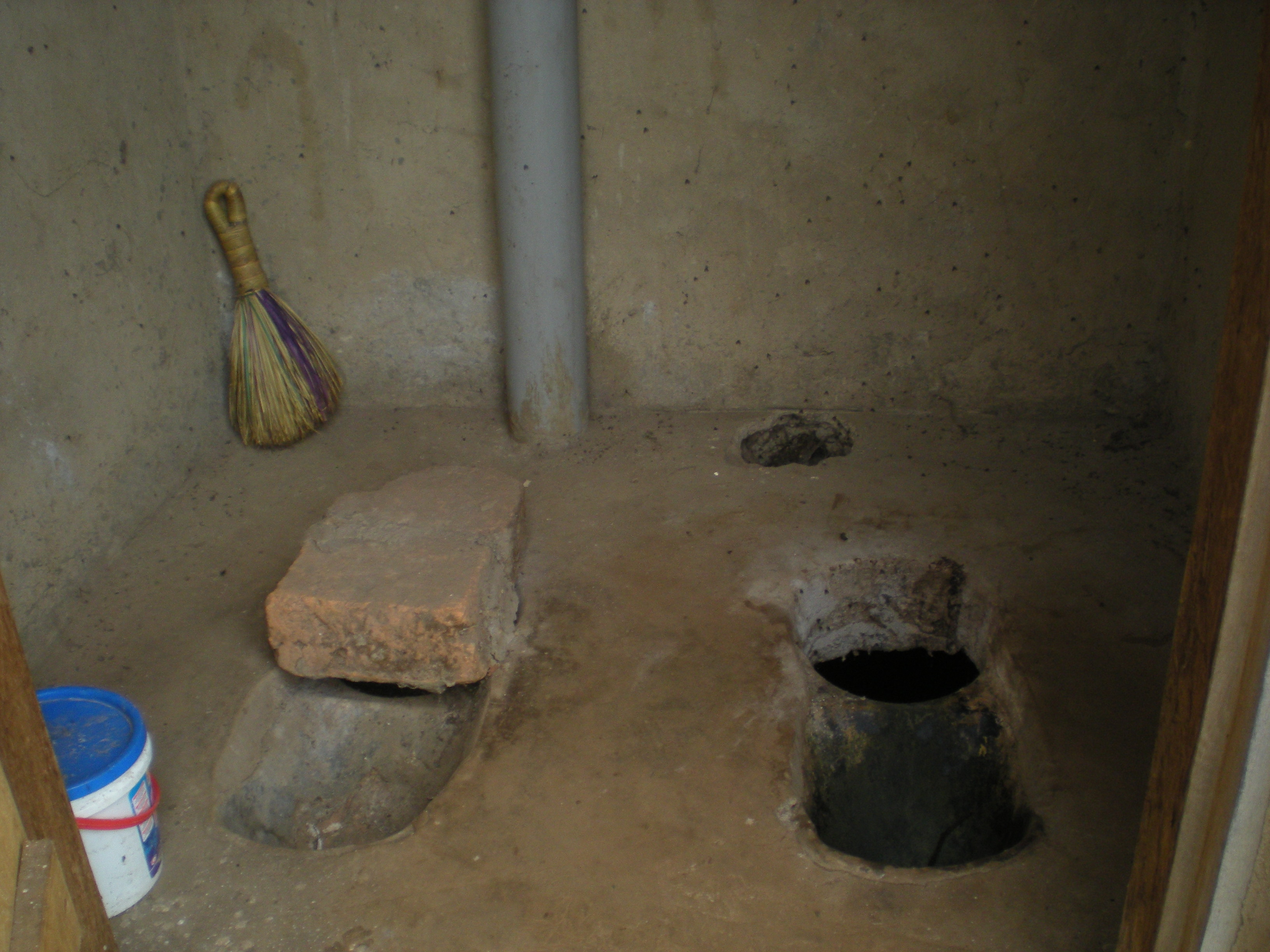
Подвійний туалет (на ямі)
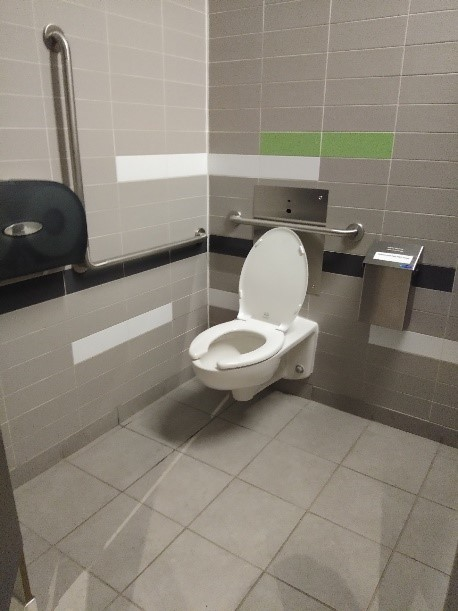
Цей громадський туалет з адаптованим дизайном. Висота нижча, ніж зазвичай, для людей з обмеженими можливостями, котрі можуть легко пересісти з інвалідного візка, опираючись на поручні, щоб утримуватися.
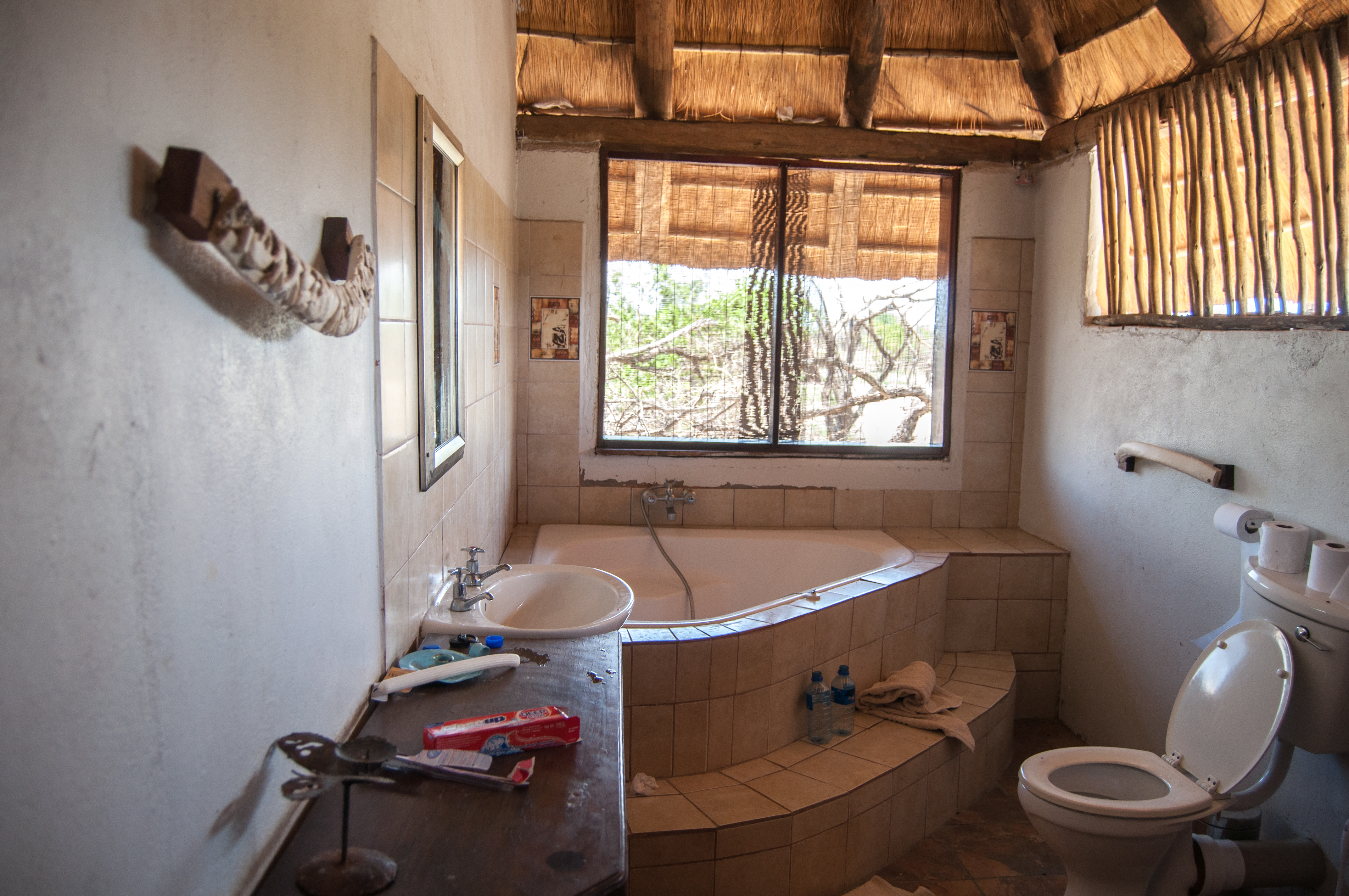
Слонові піски в Ната, Ботсвана. Ванна кімната із туалетом
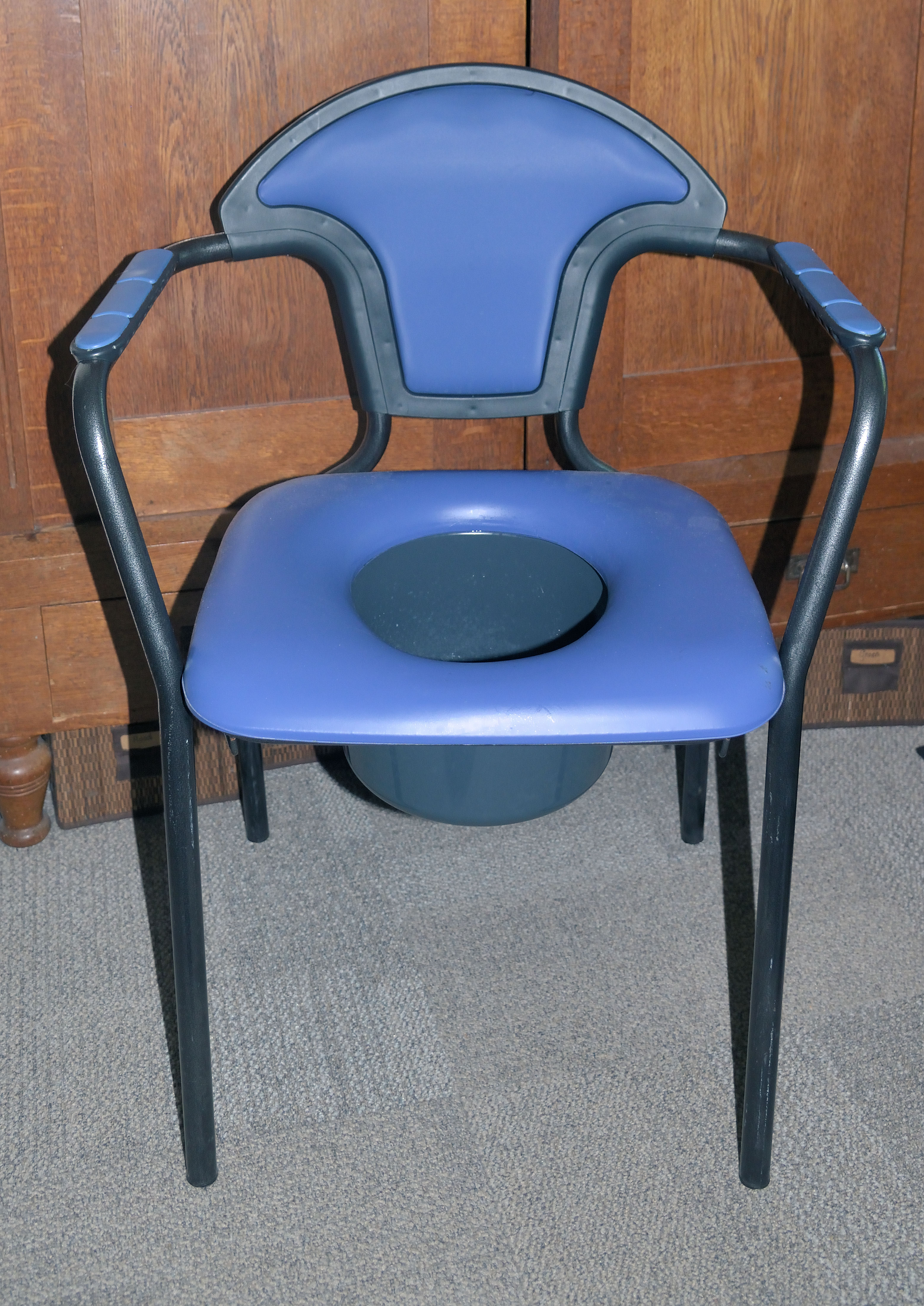
Сучасний стілець-туалет